# Macedonia Blas Flores
Macedonia Blas Flores (nascuda el 1958) és una defensora dels drets humans mexicana d'origen otomís. Va ser la candidata al Premi Nobel de la Pau l'any 2005pel seu activisme contra la violència patida directament per ella mateixa i les altres dones del seu poble indígena. Des de 1997, és la cap de l'associació civil Fotzi Ñahño (ajuda als hñañús).

## Biografia
Macedonia Blas Flores és originària de El Bote, San Ildefonso Tultepec, municipi d'Amealco, Querétaro. D'origen hñañú i mare de 12 fills, s'ha dedicat durant dècades a la venda d'artesania. Des de 1997 traballa a l'associació civil Fotzi Ñahño, que imparteix conferències sobre drets humans i violència de gènere a indígenes hñañú.
<<Lo que yo hago está bien porque trabajo no nada más para mí sino para todas las mujeres que sufren violencia>>
Macedonia Blas.
L'any 2003 va ser acusada falsament d'adulteri per part de dues dones de la seva comunitat (mare i filla) d'adulteria. La cultura hñañú contempla com a càstig l'agressió pública cops i tirades de cabells, així com l'aplicació d'una pasta de chile als genitals, cosa que va provocar un dany irreversible a Macedonia.
<< -¿De qué la acusaron esa mujer y su marido?
-De adulterio, decían que yo andaba con ese señor. Yo había tenido un hijo con otro señor, y ellos decían que era de él. Fue bien feo el chisme, por eso a veces me pongo a pensar que hay gente cobarde. Lo decían así cuando saben que no era verdad. Creo que pensaron que no iba a salir adelante, pero no me quedé callada. Ahora ya se me olvidaron esos problemas, estoy viviendo una nueva vida, con las compañeras de otras organizaciones.>>
Entrevista de Mariana Winocur a Macedonia Blas.
L'activista, assessorada per la comissió de drets humans de l'estat d'Hidalgo, va interposar una denúncia penal contra les seves agressores, convertint-se en la primera dona indígena en fer-ho. Aquest fet va cridar l'atenció d'altres activistes i dels mitjans de comunicació. A partir d'aquest fet, Macedonia va decidir involucrar-se d'una manera més activa en la defensa dels drets de les dones hñañú, la qual cosa li valgué el reconeixement com a candidata al Nobel de la Pau el 2005. Després d'aquest fet va aprendre a llegir, escriure i a fer operacions matemàtiques bàsiques mitjançant cursos del INEA.

## Candidatura al Nobel de la Pau
L'any 2005 Blas Flores va ser proposada per part de l'associació 1000 Dones per al Premi Nobel de la Pau per rebre el premi gràcies al seu activisme a favor de les dones de la seva comunitat.

## Activisme
Blas Flores treballa en la seva associació civil impartint tallers a les dones de la seva comunitat sobre violència de gènere, prevenció de les violacions a dones i a menors indígenes i de prevenció de l'alcoholisme en dones. Igualment participa en projectes productius per a la sembra d'hortalisses i per donar suport al desenvolupament econòmic femení.

## Medalla Nelson Mandela
Al maig del 2017 li va ser atorgada la medalla Nelson Mandela.